# Senecio tuberculatus
Senecio tuberculatus là một loài thực vật có hoa trong họ Cúc. Loài này được Ali miêu tả khoa học đầu tiên năm 1965.